# Weinberg, Šentpavel v Labotski dolini
Weinberg je naselje v Občini Šentpavel v Labotski dolini v Okraju Volšperk na Koroškem v Avstriji.